# Sclerodontium pellucidum
Sclerodontium pellucidum là một loài rêu trong họ Dicranaceae. Loài này được Schwägr. mô tả khoa học đầu tiên năm 1830.